# كايرو (نظام تشغيل)
القاهرة Cairo كان الاسم الحركى لمشروع قامت به مايكروسوفت. كان هدفه إنتاج تقنيات لبناء الجيل التالي من أنظمة التشغيل التي ترضي نظرة مؤسس الشركة بيل غيتس حول «المعلومات تحت أطراف أصابعك».
استخدم نظام التشغيل القاهرة مفاهيم الحوسبة الموزعة لجعل المعلومات متاحة بسهولة تامة ومباشرةً بين شبكة عالمية من الحواسيب.
أعلن مشروع القاهرة في عام 1991م في مؤتمر مايكروسوفت للمطورين المحترفين بواسطة جيم ألشين. تم طرح النظام للعموم (محتوياً أيضاً نسخة تجريبية لكل من يريد استخدامه) في العام 1993م. غيرت مايكروسوفت اصطلاحها لنظام القاهرة مرات عديدة، مرة سمته كمنتج، وأخرى تشير إليه كمجموعة من التقنيات.
في قمة أوج النظام، وظفت مايكروسوفت الفئة الأكبر من مهندسيها ومصممي برامجها الرئيسيين للعمل في هذا المشروع.